# 三浜村 (静岡県賀茂郡)
三浜村（みはまむら）は静岡県の東部、賀茂郡に属していた村である。現在の南伊豆町の西部にあたる。

## 地理
- 岬：波勝崎、鯛ヶ岬
- 山：十六夜山
- 峠：鳥見峠

## 歴史
- 1889年（明治22年）4月1日 - 町村制の施行により、妻良村、子浦村、伊浜村が合併して発足。
- 1955年（昭和30年）7月31日 - 南中村、南上村、三坂村、三浜村、竹麻村、南崎村を廃し、その区域をもって南伊豆町を設置[1]。

## 交通

### 道路
- 国道136号

### 港湾
- 妻良港